# Министерство культуры СССР
Министе́рство культу́ры СССР — одно из министерств СССР, существовавшее с 15 марта 1953 года по 27 ноября 1991 года.

## История
Образовано 15 марта 1953 года путем объединения следующих органов: Министерство высшего образования СССР, Министерство кинематографии СССР, Комитет по делам искусств при Совете Министров СССР, Комитет радиоинформации при Совете Министров СССР, Главное управление по делам полиграфической промышленности, издательств и книжной торговли при Совете Министров СССР и Министерство трудовых резервов СССР.
При образовании нового министерства Постановлением Совета министров СССР от 28 марта 1953 года № 933 «О структуре и штатах центрального аппарата Министерства культуры СССР» новому центральному органу были переданы все предприятия, стройки и организации, входившие в состав бывших Министерства высшего образования СССР, Министерства трудовых резервов СССР (кроме аппарата, занимающегося оргнабором рабочих), Министерства кинематографии СССР, Комитета по делам искусств при Совете Министров СССР, Комитета радиовещания при Совете Министров СССР, Комитета радиоинформации при Совете Министров СССР, Главного управления по делам полиграфической промышленности, издательств и книжной торговли при Совете Министров СССР и Совинформбюро.
Преобразовано 27 ноября 1991 года в Комитет СССР по культуре.

## Министры
| Имя                                               | Дата вступления в должность          | Дата снятия с должности        |
| ------------------------------------------------- | ------------------------------------ | ------------------------------ |
| Пономаренко, Пантелеймон Кондратьевич (1902—1984) | 15 марта 1953                        | 9 марта 1954                   |
| Александров, Георгий Фёдорович (1908—1961)        | 9 марта 1954                         | 10 марта 1955                  |
| Михайлов, Николай Александрович (1906—1982)       | 21 марта 1955                        | 4 мая 1960                     |
| Фурцева, Екатерина Алексеевна (1910—1974)         | 4 мая 1960                           | 24 октября 1974                |
| Демичев, Пётр Нилович (1918—2010)                 | 14 ноября 1974                       | 18 июня 1986                   |
| Захаров, Василий Георгиевич (1934—2023)           | 15 августа 1986                      | 7 июня 1989                    |
| Губенко, Николай Николаевич (1941—2020)           | 21 ноября 1989 и. о. 28 августа 1991 | 28 августа 1991 27 ноября 1991 |